# Superliga da Colômbia de Futebol de 2025
A Superliga da Colômbia de 2025 (oficialmente Superliga Betplay Dimayor 2025, por questões contratuais de patrocínio) foi a décima quarta edição do torneio. Uma competição colombiana de futebol, organizada pela Divisão Maior do Futebol Colombiano (DIMAYOR) que reuniu as equipes campeãs dos Torneios Apertura e Finalización do Campeonato Colombiano do ano anterior. A competição foi decidida em dois jogos, disputados em 29 de janeiro e 6 de fevereiro de 2025.
O Atlético Nacional corou-se campeão da Superliga pela quarta vez após vencer o Atlético Bucaramanga por 4-3 nos pênaltis, após um 1–1 no placar agregado dos dois jogos.

## Participantes
| Clube                | Cidade      | Classificação                                                   | Participação |
| -------------------- | ----------- | --------------------------------------------------------------- | ------------ |
| Atlético Bucaramanga | Bucaramanga | Campeão do Torneo Apertura do Campeonato Colombiano de 2024     | 1ª           |
| Atlético Nacional    | Medellín    | Campeão do Torneo Finalización do Campeonato Colombiano de 2024 | 7ª           |

## Regulamento
Os times participantes disputaram um "mata-mata" pelo título da Superliga de 2025 em partidas de ida e volta. Em caso de empate em pontos ao final dos dois jogos, a definição do campeão seria no saldo de gols, e caso fosse necessário, na disputa por pênaltis.

## Partidas
| 29 de janeiro de 2025 | Atlético Nacional | 1 – 1     | Atlético Bucaramanga | Medellín                                               |  |
| 19:30                 | Asprilla 60'      | Relatório | Castro 4'            | Estádio: Estádio Atanasio Girardot Árbitro: Diego Ruiz |  |

| 6 de fevereiro de 2025 | Atlético Bucaramanga | 0 – 0 (1–1 agr.) | Atlético Nacional | Bucaramanga                                               |  |
| 19:30                  |                      | Relatório        |                   | Estádio: Estádio Américo Montanini Árbitro: Wilmar Roldán |  |

|                                      |       | Penalidades                             |  |
| Henao Mena Sambueza Castro Castañeda | 3 – 4 | Cardona Tesillo Zapata Uribe Hinestroza |  |

Empate em 1–1 no agregado, Atlético Nacional venceu por 4–3 nos pênaltis.

## Premiação
| Superliga da Colômbia de 2025          |
| -------------------------------------- |
| Atlético Nacional Campeão (4.º título) |